# Le Tricheur (jeu télévisé)
Pour les articles homonymes, voir Tricheur (homonymie).
 (mars 2024).
Si vous disposez d'ouvrages ou d'articles de référence ou si vous connaissez des sites web de qualité traitant du thème abordé ici, merci de compléter l'article en donnant les références utiles à sa vérifiabilité et en les liant à la section « Notes et références ».
Le Tricheur est un jeu télévisé québécois diffusé depuis le 9 janvier 2012 sur le réseau TVA animé par Guy Jodoin. Du lundi au vendredi, cinq émissions sont diffusées par semaine dans un format de 30 minutes chaque soir 18 h 30.

## Concept
Le Tricheur est un jeu-questionnaire de culture générale animé par Guy Jodoin. Chaque semaine, cinq artistes différents jouent pour une bonne cause. À chaque émission, un des invités possède toutes les réponses : Le Tricheur. Les joueurs qui découvrent qui est le tricheur à la fin d’une partie se séparent ses gains et conservent leur montant accumulé. Le tricheur quant à lui, s’empare du montant de ceux qu’il a réussi à berner. Un tricheur qui réussit à cacher son rôle à tous les autres joueurs ainsi qu’à l’animateur réussit une partie « plus que parfaite ».

## Production
En août 2025, Guy Jodoin annonce que la quinzième saison, diffusée à partir du 1er septembre suivant, sera sa dernière à l'animation du Tricheur.